# ダンバートンシャー統監
ダンバートンシャー統監（ダンバートンシャーとうかん、英語: Lord Lieutenant of Dunbartonshire、1947年までの旧称はLord Lieutenant of Dumbartonshire）は、イギリスの官職。
統監の1つで、ダンバートンシャーを担当する。
1789年に勃発したフランス革命がヨーロッパ諸国に飛び火するとともに1792年にはスコットランド各地で暴動がおこり、地方政府の対応に不満を感じたイギリス政府は1794年にイングランドの統監職をスコットランドでも常設職として設立した。

## 一覧
- 1794年3月17日 – 1794年8月19日：第11代エルフィンストーン卿ジョン・エルフィンストーン[2]
- 1794年11月19日 – 1813年5月20日：第12代エルフィンストーン卿ジョン・エルフィンストーン[2]
- 1813年7月10日 – 1836年12月30日：第3代モントローズ公爵ジェームズ・グラハム[2]
- 1837年1月14日 – 1873年12月18日：第4代準男爵サー・ジェームズ・コルクホーン（英語版）[2]
- 1874年2月23日 – 1887年7月3日：ハンフリー・ユーイング・クラム＝ユーイング（英語版）[2]
- 1887年8月24日 – 1907年3月13日：第5代準男爵サー・ジェームズ・コルクホーン[2]
- 1907年4月13日 – 1908年2月15日：初代オーヴァートン男爵ジョン・ホワイト（英語版）[2]
- 1908年5月21日 – 1919年8月16日：第3代インヴァークライド男爵ジェームズ・バーンズ（英語版）[2]
- 1919年11月4日 – 1948年11月12日：第7代準男爵サー・イアン・コルクホーン（英語版）[2]
- 1949年2月2日 – 1954年10月9日：アレグザンダー・パトリック・ドラモンド・テルファー＝スモレット（英語版）[2]
- 1955年1月5日 – 1968年：サー・アンガス・カニンガム・グラハム（英語版）[2]
- 1968年5月14日 – 1975年：ロバート・アーバスノット[2]
- 1975年12月1日 – 1978年12月9日：ジェームズ・カッセルス・ロバートソン[2]
- 1979年6月20日 – 1990年：アラスター・スティーブンソン・ピアソン（英語版）[2]
- 1990年8月16日 – 2007年：ドナルド・デイヴィッド・グラーム・ハーディー（英語版）[2][3]
- 2007年3月6日 – 2008年：ドナルド・グラント・ロス[3][4]
- 2008年11月25日 – 2020年12月15日：アレグザンダー・マイケル・グレゴリー（英語版）[4][5]
- 2020年12月15日 – ：ジル・ウィリアミナ・ヤング[5]